# Лагеря афганских беженцев
Лагеря афганских беженцев (афганские лагеря беженцев) — поселения этнических афганцев (пуштунов, таджиков, хазарейцев, узбеков, нуристанцев, туркмен и других народов) за пределами Афганистана, оставивших кров по причине разгоревшихся войн, политического преследования и репрессий.

## История
Первые лагеря афганских беженцев возникли в первой половине 1970-х годов в Пакистане в приграничной полосе. Они стали следствием политического кризиса в период правления Президента Мохаммада Дауда. Члены партии Мусульманская молодёжь и их сторонники вместе со своими семьями были вынуждены просить политического убежища в Пакистане.
- В периоды разных войн и политических кризисов, начиная с 1970-х годов, в зависимости от источника данных — численность мигрантов постоянно разнилась

В первую очередь, это объясняется продолжением самого процесса, также отсутствием регистрации численности населения с приграничных труднодоступных горных районов, которая беспрестанно перемещается через границу и обратно (естественная миграция), объясняется и политизированностью оценок.
- После свержения власти талибов большая часть населения вернулась назад. Тем не менее, на данный момент афганская диаспора считается наиболее многочисленной в мире. По одним оценкам на 2006 год она составила от трех до четырёх миллионов человек. Большая их часть — 2,5 млн человек проживает в Иране и Пакистане. Новым местом жизни для крупных афганских диаспор стали США, Нидерланды, Германия, Англия, ОАЭ, Индия, Россия.
- Свержение власти талибов осенью 2001 года ознаменовало возвращение беженцев к родным местам. На начало 2005 года в Афганистан возвратились 3,5 миллиона граждан: подавляюще, из Ирана и Пакистана. За 2004 год домой вернулись 760 тысяч человек.[2]

## Афганская война (1979—1989). Лагеря беженцев, как источник сил оппозиции
Наибольшая часть афганских беженцев мигрировала в Пакистан (свыше 3 миллионов человек) и в Иран (1,5 миллиона). В основном, это было население приграничных с Пакистаном и Ираном провинций ДРА, кочевники приграничных пуштунских племен.

— По социальному составу беженцы, это беднейшие и средние слои афганского общества — крестьяне, ремесленники, торговцы. Положение их в Пакистане и Иране было очень сложным. Это обстоятельство благоприятствовало ведению в лагерях лидерами афганской оппозиции активной антиправительственной пропаганды, и призыву участвовать в вооружённом сопротивлении на территории.

— Антиправительственные формирования и поддерживающие их международные силы были заинтересованы в сохранении большой численности в лагерях беженцев в Пакистане и Иране, используя этот ресурс в качестве основного пополняющего источника пополнения своих вооруженных формирований на территории Афганистана, и стремились не допустить их сокращения. Особенно это касалось подрастающего поколения.

— Ежегодно, из числа беженцев, в центры подготовки военных специалистов набиралось до 75 тысяч членов.

Иранское духовенства, проводя работу с афганскими беженцами в лагерях насаждало идею свершения «исламской революции» в Афганистане.
- Основные лагеря афганских беженцев в Пакистане:

— Бадабер Читрал, Севай, Харипур, Кача-Гархи, Насербат, Факирабад, Саранан, Зардаккот, Миянвали, Бонну, Азим-Банда, Хату, Матасангар, Камкол-Шариф, Азахейль-Бала, Пабби, Какабиян, Дамадола.

— Шамшату, Джалозай, Баркили, Коткай, Байаур, Шальман, Олд Багзай, Басу, Ашгару и другие.
- В Иране: Бирджанд, Тебесе-Месина, Тайабад, Тебес, Заболь, Захедан и другие.

Для создания необходимых условия для подготовки членов вооружённых формирований, близ городов Пешавар и Кветта, были оборудованы военные склады. Пакистанская межведомственная разведка «ISI» создала все необходимые условия: обеспечивала мятежников автотранспортом и авиацией, переброску вооружения и вновь подготовленных членов из учебных центров в ДРА.

## Иностранная литература
- «Census of the Islamic Republic of Iran, 1385 (2006)» (Excel). Statistical Center of Iran. Archived from the original on 2011-11-11
- Summarized transcript (.pdf), from Adel Hassan Hamad’s Administrative Review Board hearing — page 248
- «Infamous Refugee Camp at Jalozai Shuts Down: Refugees Moved to More Remote, Less Secure Areas». Médecins Sans Frontières. February 20, 2002. Archived from the original on February 10, 2007. Retrieved 2007-12-05.
- «PESHAWAR: On Osama’s trail in Peshawar». Dawn. December 31, 2001. Retrieved 2008-05-04
- Refugees, United Nations High Commissioner for. «Refworld | Closed Door Policy: Afghan Refugees in Pakistan and Iran». Refworld. Retrieved 2019-11-05
- «Afghanistan/Pakistan: No way back for Nasir Bagh refugees — Afghanistan»
- «Nasir Bagh refugee camp closed: PESHAWAR, May 18: The United Nations High Commission for Refugees (UNHCR) formally closed down on Saturday the Nasir Bagh refugee camp situated on the outskirts of Peshawar»
- «Z magazine, Volume 14. Institute for Social and Cultural Communications, 2001»
- «World Refugee Survey 1998. U.S. Committee for Refugees» 1998
- «Mario Falsetto, Liza Béar. The Making of Alternative Cinema: Beyond the frame : dialogues with world filmmakers. Praeger» 2008. ISBN 0-275-99941-6, ISBN 978-0-275-99941-4. Pg 227